# Зубцово (Смоленская область)
Зубцово — деревня в Новодугинском районе Смоленской области России. Входит в состав Новодугинского сельского поселения. Население — 13 жителей (2007 год).
Расположена в северо-восточной части области в 4 км к северу от Новодугина, в 5 км восточнее автодороги Р134 «Старая Смоленская дорога» Смоленск — Дорогобуж — Вязьма — Зубцов, на берегу реки Ветка. В 6 км южнее деревни расположена железнодорожная станция Новодугино на линии Вязьма — Ржев.

## История
Деревня была основана между 1859 и 1886 годами[уточнить]. 
В годы Великой Отечественной войны деревня была оккупирована гитлеровскими войсками в октябре 1941 года, освобождена в марте 1943 года.